# 北星学園大学附属高等学校
北星学園大学附属高等学校（ほくせいがくえんだいがくふぞくこうとうがっこう）は、北海道札幌市厚別区厚別町下野幌に所在する私立高等学校。

## 概要
プロテスタント・キリスト教主義の精神に基づく「人づくり」を目指しており、 生徒も教師も共に育つ「共育」を理念として掲げている。
生徒数は802人、教職員数は40人、事務職員数は5人である。

## 沿革
- 1962年（昭和37年）4月 - 北星学園男子高等学校として札幌市琴似町八軒(現・札幌市西区八軒1条東2丁目2番)に開校。第1期生は、235名。
- 1971年（昭和46年） - 制服自由化。
- 1980年（昭和55年） - 現校地に移転。新入学者から制服着用を義務づけ、制服自由化を廃止。
- 1987年（昭和62年） - 北星学園新札幌高等学校と改称、男女共学となる。124名の女子生徒が入学。
- 2002年（平成14年） - 北星学園大学附属高等学校と改称。大学の附属校となる。

## 著名な出身者
- 新居辰基 - サッカー選手
- 浅野琢也 - ファッションデザイナー
- 山本大貴 - プロ野球選手
- 石田充冴 - プロ野球選手
- ビスケッティ・岩橋淳 - お笑い芸人
- 後藤靖博 - お笑い芸人
- 松岡朱里 - テレビ朝日アナウンサー